# Чадра (приток Ветлуги)

Чадра — река в России, протекает в Поназыревском районе Костромской области и Ветлужском районе Нижегородской области. Устье реки находится в 420 км по левому берегу реки Ветлуги. Длина реки составляет 25 км, площадь водосборного бассейна 95,2 км².
Исток реки в лесном массиве юго-восточнее деревни Малиновка в Костромской области близ границы с Нижегородской. В среднем и нижнем течении течёт по территории Нижегородской области. Течёт по ненаселёному лесному массиву, генеральное направление течения — юго-запад. В нижнем течении разбивается на несколько проток, соединена протокой с Лудангой.

## Данные водного реестра
По данным государственного водного реестра России относится к Верхневолжскому бассейновому округу, водохозяйственный участок реки — Ветлуга от истока до города Ветлуга, речной подбассейн реки — Волга от впадения Оки до Куйбышевского водохранилища (без бассейна Суры). Речной бассейн реки — (Верхняя) Волга до Куйбышевского водохранилища (без бассейна Оки).
По данным геоинформационной системы водохозяйственного районирования территории РФ, подготовленной Федеральным агентством водных ресурсов:
- Код водного объекта в государственном водном реестре — 08010400112110000042094
- Код по гидрологической изученности (ГИ) — 110004209
- Код бассейна — 08.01.04.001
- Номер тома по ГИ — 10
- Выпуск по ГИ — 0